# 厄伦巴赫
厄伦巴赫是德国巴伐利亚州的一个市镇。总面积33.41平方公里，总人口4970人，其中男性2448人，女性2522人（2011年12月31日），人口密度149人/平方公里。

## 友好城市
- 法國 杜夫尔-拉代利夫朗德